# St. Pauls (Carolina del Nord)
St. Pauls è un comune degli Stati Uniti d'America, situato in Carolina del Nord, nella contea di Robeson.